# 2960 Ohtaki
2960 Ohtaki eller 1977 DK3 är en asteroid i huvudbältet som upptäcktes den 18 februari 1977 av de båda japanska astronomerna Hiroki Kōsai och Kiichirō Furukawa vid Kiso-observatoriet i Japan. Den har fått sitt namn efter Ohtaki i Japan.
Asteroiden har en diameter på ungefär 5 kilometer.